# 1. liga 2017-2018
La 1. liga 2017-2018 è stata la 25ª edizione del massimo campionato ceco di calcio. La stagione è iniziata il 28 luglio 2017 ed è terminata il 26 maggio 2018. Il Viktoria Plzeň ha vinto il trofeo per la quinta volta nella sua storia.

## Formula
Le 16 squadre iscritte si affrontano in un girone di andata e ritorno, per un totale di 30 giornate.
Le ultime due classificate retrocedono direttamente in Druhá liga.

## Squadre partecipanti
| Club             | Città              | Stadio                                    | Posizione 2016-2017            |
| ---------------- | ------------------ | ----------------------------------------- | ------------------------------ |
| Baník Ostrava    | Ostrava            | Bazaly                                    | 2º posto in Druhá liga         |
| Bohemians 1905   | Praga              | Stadio Ďolíček (5.000)                    | 13º posto in 1. liga           |
| Dukla Praga      | Praga              | Stadion Juliska (8.150)                   | 7º posto in 1. liga            |
| Trinity Zlín     | Zlín               | Stadion Letná (6.375)                     | 6º posto in 1. liga            |
| Jablonec         | Jablonec nad Nisou | Chance Arena (6.280)                      | 8º posto in 1. liga            |
| Karviná          | Karviná            | Městský Stadión (4.830)                   | 10º posto in 1. liga           |
| Mladá Boleslav   | Mladá Boleslav     | Stadio Municipale (5.000)                 | 4º posto in 1. liga            |
| Sigma Olomouc    | Olomouc            | Andrův stadion                            | 1º posto in Druhá liga         |
| Slavia Praga     | Praga              | Stadion Eden (20.800)                     | Campione della Repubblica Ceca |
| Slovácko         | Uherské Hradiště   | Stadio Miroslav Valenty (8.120)           | 12º posto in 1. liga           |
| Slovan Liberec   | Liberec            | Stadion u Nisy (9.950)                    | 9º posto in 1. liga            |
| Sparta Praga     | Praga              | Generali Arena (20.000)                   | 3º posto in 1. liga            |
| Teplice          | Teplice            | Na Stínadlech (18.120)                    | 5º posto in 1. liga            |
| Viktoria Plzeň   | Plzeň              | Stadio Municipale (11.722)                | 2º posto in 1. liga            |
| Vysočina Jihlava | Jihlava            | Stadion v Jiráskově ulici (4.075)         | 14º posto in 1. liga           |
| Zbrojovka Brno   | Brno               | Městský fotbalový stadion Srbská (12.550) | 11º posto in 1. liga           |

## Classifica
|       | Pos. | Squadra          | Pt | G  | V  | N  | P  | GF | GS | DR  |
| ----- | ---- | ---------------- | -- | -- | -- | -- | -- | -- | -- | --- |
| [ 1 ] | 1.   | Viktoria Plzeň   | 66 | 30 | 20 | 6  | 4  | 55 | 23 | +32 |
|       | 2.   | Slavia Praga     | 59 | 30 | 17 | 8  | 5  | 50 | 19 | +31 |
|       | 3.   | Jablonec         | 56 | 30 | 16 | 8  | 6  | 49 | 27 | +22 |
|       | 4.   | Sigma Olomouc    | 55 | 30 | 15 | 10 | 5  | 41 | 22 | +19 |
|       | 5.   | Sparta Praga     | 53 | 30 | 14 | 11 | 5  | 43 | 25 | +18 |
|       | 6.   | Slovan Liberec   | 46 | 30 | 13 | 7  | 10 | 37 | 35 | +2  |
|       | 7.   | Bohemians 1905   | 38 | 30 | 9  | 11 | 10 | 30 | 29 | +1  |
|       | 8.   | Teplice          | 34 | 30 | 8  | 10 | 12 | 32 | 40 | -8  |
|       | 9.   | Mladá Boleslav   | 34 | 30 | 9  | 7  | 14 | 31 | 43 | -12 |
|       | 10.  | Trinity Zlín     | 33 | 30 | 8  | 9  | 13 | 31 | 48 | -17 |
|       | 11.  | Dukla Praga      | 32 | 30 | 9  | 5  | 16 | 32 | 55 | -23 |
|       | 12.  | Baník Ostrava    | 31 | 30 | 7  | 10 | 13 | 36 | 43 | -7  |
|       | 13.  | Slovácko         | 31 | 30 | 6  | 13 | 11 | 23 | 32 | -9  |
|       | 14.  | Karviná          | 30 | 30 | 7  | 9  | 14 | 32 | 40 | -8  |
|       | 15.  | Vysočina Jihlava | 30 | 30 | 8  | 6  | 16 | 30 | 48 | -18 |
|       | 16.  | Zbrojovka Brno   | 24 | 30 | 6  | 6  | 18 | 20 | 43 | -23 |

Legenda:

     Campione della Repubblica Ceca e ammessa alla UEFA Champions League 2018-2019
     Ammessa alla UEFA Champions League 2018-2019
     Ammesse alla UEFA Europa League 2018-2019
     Retrocesse in Druhá liga 2018-2019
Note:

Tre punti a vittoria, uno a pareggio, zero a sconfitta.

## Verdetti
- Campione della Repubblica Ceca:  Viktoria Plzeň
- In UEFA Champions League 2018-2019:  Slavia Praga
- In UEFA Europa League 2018-2019:  Jablonec,  Sigma Olomouc,  Sparta Praga
- Retrocesse in Druhá liga:  Vysočina Jihlava,  Zbrojovka Brno

 Viktoria Plzeň ammesso alla fase a gironi della UEFA Champions League 2018-2019 in quanto i vincitori della Champions League 2017-18 (Real Madrid) sono già qualificati tramite il rispettivo campionato nazionale a tale fase.

## Risultati
|                  | Ban  | Boh  | Duk  | FZi  | Jab  | Kar  | MBo  | Sig  | Sla  | Svk  | SLi  | Spa  | Tep  | VPl  | VjJi | ZBr  |
| ---------------- | ---- | ---- | ---- | ---- | ---- | ---- | ---- | ---- | ---- | ---- | ---- | ---- | ---- | ---- | ---- | ---- |
| Baník Ostrava    | –––– | 2-0  | 1-2  | 2-2  | 2-2  | 2-1  | 0-1  | 1-1  | 0-0  | 1-2  | 1-1  | 3-2  | 3-3  | 0-0  | 3-1  | 2-0  |
| Bohemians 1905   | 2-1  | –––– | 2-0  | 1-1  | 0-1  | 2-1  | 1-3  | 1-1  | 0-0  | 1-0  | 0-0  | 0-0  | 2-0  | 5-2  | 1-1  | 1-0  |
| Dukla Praga      | 2-0  | 2-0  | –––– | 1-0  | 0-1  | 3-2  | 4-1  | 2-3  | 0-2  | 1-1  | 2-0  | 0-0  | 0-2  | 1-5  | 1-3  | 2-1  |
| Fastav Zlín      | 0-2  | 1-1  | 1-1  | –––– | 0-4  | 1-0  | 1-5  | 1-4  | 1-1  | 2-1  | 3-1  | 2-2  | 2-0  | 0-1  | 2-1  | 2-1  |
| Jablonec         | 2-0  | 2-1  | 2-2  | 2-0  | –––– | 2-1  | 3-1  | 0-0  | 1-1  | 2-0  | 2-0  | 0-3  | 2-1  | 0-1  | 5-0  | 1-0  |
| Karviná          | 0-0  | 1-0  | 1-3  | 4-0  | 2-1  | –––– | 1-1  | 3-5  | 0-2  | 0-0  | 0-1  | 1-1  | 1-1  | 1-3  | 2-0  | 2-1  |
| Mladá Boleslav   | 0-0  | 1-2  | 1-0  | 0-1  | 1-1  | 0-1  | –––– | 1-2  | 0-3  | 1-1  | 0-3  | 0-1  | 2-2  | 0-2  | 2-1  | 3-0  |
| Sigma Olomouc    | 1-0  | 1-1  | 3-0  | 2-0  | 0-0  | 1-1  | 3-0  | –––– | 1-1  | 1-0  | 2-1  | 1-0  | 1-0  | 0-0  | 1-1  | 3-0  |
| Slavia Praga     | 2-1  | 1-0  | 5-0  | 1-2  | 1-3  | 3-2  | 4-0  | 3-1  | –––– | 0-0  | 1-2  | 2-0  | 1-0  | 2-0  | 2-0  | 2-0  |
| Slovácko         | 5-2  | 1-0  | 2-0  | 1-1  | 1-1  | 0-0  | 0-1  | 0-0  | 0-3  | –––– | 0-1  | 1-1  | 0-0  | 1-4  | 2-1  | 1-0  |
| Slovan Liberec   | 2-1  | 1-0  | 3-0  | 1-0  | 4-1  | 2-2  | 1-0  | 1-0  | 0-0  | 1-1  | –––– | 1-1  | 1-2  | 0-3  | 1-3  | 2-0  |
| Sparta Praga     | 3-2  | 1-1  | 3-0  | 2-1  | 2-0  | 2-0  | 3-0  | 1-0  | 3-3  | 1-0  | 2-0  | –––– | 3-0  | 0-1  | 1-0  | 1-1  |
| Teplice          | 0-0  | 0-0  | 3-1  | 2-1  | 1-1  | 1-0  | 1-1  | 1-2  | 0-3  | 3-0  | 2-1  | 1-1  | –––– | 0-0  | 3-1  | 1-4  |
| Viktoria Plzeň   | 3-0  | 2-1  | 4-0  | 2-1  | 2-0  | 2-0  | 1-2  | 1-0  | 1-0  | 1-1  | 2-2  | 2-2  | 2-1  | –––– | 0-1  | 3-0  |
| Vysočina Jihlava | 2-1  | 2-4  | 3-2  | 1-1  | 0-4  | 0-2  | 0-0  | 0-1  | 1-0  | 0-0  | 3-1  | 0-1  | 3-1  | 1-2  | –––– | 0-2  |
| Zbrojovka Brno   | 1-3  | 0-0  | 0-0  | 1-1  | 0-3  | 0-0  | 0-3  | 1-0  | 0-1  | 2-1  | 1-2  | 2-0  | 1-0  | 1-3  | 0-0  | –––– |